# Ancier
Ancier – miejscowość i gmina we Francji, w regionie Burgundia-Franche-Comté, w departamencie Górna Saona.
Według danych na rok 1990 gminę zamieszkiwało 490 osób, a gęstość zaludnienia wynosiła 111 osób/km² (wśród 1786 gmin Franche-Comté Ancier plasuje się na 322. miejscu pod względem liczby ludności, natomiast pod względem powierzchni na miejscu 850.).